# John Willard
Pour les articles homonymes, voir Willard.
Œuvres principales
- The Cat and the Canary

John Willard, né à San Francisco (Californie) le 28 novembre 1885 et mort à Los Angeles (Californie) le 30 août 1942, est un dramaturge américain, également acteur.

## Biographie
Son œuvre la plus célèbre est la pièce The Cat and the Canary (1922), qui est la source d'inspiration du film muet La Volonté du mort de 1927 et de son remake Le Mystère de la maison Norman de 1939 mettant en vedette Bob Hope et Paulette Goddard. La pièce, jouée notamment à Broadway, est mise en scène au théâtre de Berkshire, au Massachusetts, en 2013.

## Œuvre
- 1920 : The Blue Flame[1] (avec George V. Hobart)
- 1922 : The Cat and the Canary
- 1924 : The Green Beetle[2]

## Filmographie partielle
Comme réalisateur
- 1930 : The Cat Creeps coréalisé avec Rupert Julian

Comme acteur
- 1920 : Fantomas : détective Fred Dixon
- 1922 : Sherlock Holmes contre Moriarty : inspecteur Gregson
- 1933 : Victims of Persecution : John McLean Carter

Comme scénariste
- 1932 : Le Masque d'or (The Mask of Fu Manchu) de Charles Brabin